# رناتو پیکولو
رناتو پیکولو (ایتالیایی: Renato Piccolo؛ زادهٔ ۳۱ دسامبر ۱۹۶۲) دوچرخه‌سوار اهل ایتالیا است. وی در بازی‌های المپیک تابستانی ۱۹۸۴ شرکت کرده است.